# Aurel Benović
Aurel Benović (né le 14 juillet 2000 à Osijek) est un gymnaste croate.

## Carrière
Aurel Benović est médaillé d'argent au sol aux Championnats d'Europe de gymnastique artistique masculine 2020 à Mersin.